# Leandro (voleibolista)
Cássio Leandro das Neves Pereira (Brasília, 7 de dezembro de 1971) é um ex-voleibolista indoor brasileiro que atuou na posição de Levantador e além de títulos pelos clubes defendidos em sua carreira profissional, defendeu a Seleção Brasileira desde as categorias de base, sendo campeão sul-americano na categoria infanto-juvenil em 1988 na Argentina. Pela seleção principal obteve o ouro no Campeonato Sul-Americano de 1995 realizado no Brasil e esteve no grupo que conquistou a primeira medalha de ouro na história da Liga Mundial, tal façanha ocorrida em 1993, além desta medalha, obteve nesta mesma competição um bronze e uma prata, nos anos de 1994 e 1995, respectivamente.Ainda pela seleção principal conquistou o ouro na Copa dos Campeões em 1997 e disputou a edição da Olimpíada de Atlanta de 1996.

## Carreira
Este brasiliense disputou pela Seleção Brasileira o Campeonato Sul-Americano Infanto-Juvenil de 1988 realizado em Córdoba-Argentina, e nesta edição conquistou a medalha de ouro, além da qualificação do Brasil para o Mundial.
Jogou nas Categorias de base do União/Suzano e foi campeão do Campeonato Brasileiro, na categoria juvenil, no ano de 1991.No ano seguinte integrou a equipe adulta desse mesmo clube e conquistou o título da Copa do Brasil de 1992 e o título do Liga Nacional de Voleibol Masculino na temporada 1992-93 além do título paulista de 1993.
Pelo técnico José Roberto Guimarães recebeu sua primeira convocação para seleção principal em 1993 e neste Mesmo ano disputou sua primeira edição da Liga Mundial, sendo reserva do levantador Maurício Lima, vestindo a camisa#17.conquistou a primeira medalha de ouro para o país desde a criação da competição, cuja fase final foi realizada em São Paulo.Também esteve na Liga Mundial de 1994, desta vez ficou com o bronze e a fase final da competição ocorreu em Milão-Itália e esteve também no selecionado brasileiro quando disputou o Campeonato Mundial de 1994 em Atenas-Grécia.
Conquistou defendendo o União/Suzano o vice-campeonato da Superliga Brasileira A 1994-95 e o bicampeonato paulista em 1994.
Foi convocado mais uma vez para Seleção Principal e disputou a Liga Mundial de 1995, competição na qual a fase final foi no Rio de Janeiro, Leandro e seus companheiros não repetiram a proeza de 1993 de conquistar o ouro em solo brasileiro, ficando apenas com a medalha de prata, sua terceira medalha consecutiva em seu histórico na seleção; no mesmo ano disputou o Campeonato Sul-Americano realizado também no Brasil, desta vez na cidade de Porto Alegre, ratificando a hegemonia brasileira continental conquistando a medalha de ouro.
Após seis temporadas na equipe de Suzano, Leandro transfere-se para o Banespa, disputou a Superliga Brasileira A 1995-96, terminando na quinta posição.
Leandro disputou também pela seleção sua quarta edição da Liga Mundial, desta vez convocado em de 1996 e vestiu a camisa #2, sendo que a fase final desta edição foi em Roterdã-Holanda. Leandro e seus colegas de seleção não conseguiram chegar ao pódio, após três edições consecutivas de medalhas, encerrando em quinto lugar.
Após insucesso da seleção brasileira na Liga Mundial, Leandro fez parte do grupo que disputou os Jogos Olímpicos de Verão sediado em Atlanta-EUA  também em 1996, em busca da confirmação do ouro inédito obtido na edição de Barcelona de 1992, mas não chegaram nem as semifinais, ocupando o quinto lugar.
Pelo Banespa disputou a Superliga Brasileira A 1996-97 conquistando o vice-campeonato nessa edição. Em 1997 pela seleção disputou sua quinta participação consecutiva na Liga Mundial, novamente vestiu a camisa#2, desta evz convocado pelo técnico Radamés Lattari, cuja fase final foi em Moscou-Rússia, novamente terminando na quinta posição, em contrapartida, nesse mesmo ano, disputou a edição da Copa dos Campões sediada no Japão, conquistando o ouro.
Na Superliga Brasileira a 1997-98, com contrato renovado com o Banespa, Leandro e seus companheiros de clube não repetiram a façanha da edição anterior, classificaram para os playoffs, mas terminou apenas na sétima posição.Pela sexta vez consecutiva foi convocado para disputar a Liga Mundial, desta vez em 1998 pelo técnico Radames Lattari, ocasião na qual repetiu a mesma colocação anterior, a quinta posição.
Como atleta do Banespa foi duas vezes vice-campeão do Campeonato Paulista, nos anos de 1998 e 1999.Na Superliga Brasileira A 1998-99 terminou em quarto lugar e na edição referente a temporada 1999-00 terminou em terceiro lugar.Conquistou o tetracampeonato paulista em 2000 e o pentacampeonato foi em 2001, além disso, conquistou o bicampeonato na Supercopa dos Campeões , nos anos de 2000 e 2001 e na Superliga Brasileira A 2000-01 terminou na quarta colocação.
Renovou mais uma vez com o Banespa, disputou a Superliga Brasileira na temporada 2001-02, novamente chegou a uma final, mas não conseguiu o título mais uma vez, e disputou por este clube o campeonato paulista,
sendo vice-campeão desta edição, na temporada 2002-03 contribuiu para seu time ser novamente quarto colocado.
Em 2003 acertou com o clube russo Dinamo Kazan, onde atuou na temporada 2003-04, retornando ao Brasil, assinou como o Banespa/Mastercard ,sendo vice-campeão dos Jogos Abertos do Interior de São Paulo, sediado na cidade de Barretos, também conquistou o campeonato paulista de 2004, e de forma invicta foi campeão do Grand Prix de 2004, além da brilhante conquista do título da Superliga Brasileira A 2004-05.
Novamente foi jogar no voleibol europeu, desta vez no clube italiano Benacquista Assicurazioni Latina, defende-o na temporada 2005-06 terminando na décima segunda posição do Liga A1 Italiana.
De volta ao Brasil em 2006, Lenadro assinou contrato com a Unisul/Nexxera e por este foi vice-campeão catarinense de 2006 e disputou a Superliga Brasileira A 2006-07, conquistando o quarto lugar.Jogou na mesma temporada no voleibol grego, onde defendera o PAOK Thessaloniki jogando ao lado de Axé e disputou a Copa Europeia por este clube.
Em 2009 a Cimed/Malwee contrata Leandro, por este clube foi campeão catarinense em 2009, durante sua passagem por este clube, teve um estiramento na coxa direita e defendeu o clube na Superliga Brasileira A 2009-10.quando conquistou o título desta edição.
Formou-se em Educação Física e fez o Curso de Formação de Treinadores em 2008.Em 2013 foi nomeado Assessor, da Coordenação de Eventos, da Subsecretaria de Apoio à Realização de Eventos, da Secretaria de Estado de Publicidade Institucional do Distrito Federal.Na Superliga Brasileira A 2018-19 assumiu a função de treinador do Vôlei Balneário Camboriú restando quatro partidas válidas pelo returno.

## Títulos e Resultados
- 2009-10- Campeão da Superliga Brasileira A [30]
- 2009-Campeão do Campeonato Catarinense [26]
- 2006-07- 4º Lugar da Superliga Brasileira A [9]
- 2006-Campeão do Campeonato Catarinense[19]
- 2005-06-12º Lugar da Liga A1 Italiana[18]
- 2004-Campeão do Grand Prix[17]
- 2004-Campeão do Campeonato Paulista[16]
- 2004-Vice-campeão do Jogos Abertos de Barretos[15]
- 2002-03- 4º Lugar da Superliga Brasileira A[9]
- 2001-02- Vice-campeão da Superliga Brasileira A[1]
- 2001- Campeão da Supercopa[1]
- 2001-Campeão do Campeonato Paulista [1]
- 2000-01- 4º Lugar da Superliga Brasileira A[9]
- 2000- Campeão da Supercopa [1]
- 2000-Campeão do Campeonato Paulista[1]
- 1999-00- 3º Lugar da Superliga Brasileira A [9]
- 1999- Vice-campeão do Campeonato Paulista
- 1998-99- 4º Lugar da Superliga Brasileira A[9]
- 1998-Vice-campeão do Campeonato Paulista
- 1998 – 5º lugar da Liga Mundial de Voleibol(Milão,  Itália)[13]
- 1997-98- 7º Lugar da Superliga Brasileira A [9]
- 1997 – 5º lugar da Liga Mundial de Voleibol(Moscou, Rússia)[12]
- 1996-97- Vice-campeão da Superliga Brasileira A [9]
- 1996- 5º Lugar da Olimpíada (Atlanta,  Estados Unidos)[11]
- 1996 – 5º lugar da Liga Mundial de Voleibol(Roterdã, Países Baixos)[10]
- 1995-96- 5º Lugar da Superliga Brasileira A [9]
- 1995-Campeão do Campeonato Paulista [1]
- 1994-95- Vice-campeão da Superliga Brasileira A [1]
- 1994-Campeão do Campeonato Paulista [1]
- 1994- 5º Lugar – Campeonato Mundial (Atenas,  Grécia)[6]
- 1993-Campeão do Campeonato Paulista [1]
- 1992-93-Campeão da Liga Nacional de Voleibol Masculino [1]
- 1992-Campeão da Copa do Brasil [1]
- 1991-Campeão do Campeonato Brasileiro Juvenil[1]